# Юксерн, Василий Степанович
Василий Степанович Юксе́рн (Столяро́в) (13 января 1918, Большое Чигашево, Медведевский район, Марий Эл — 28 августа 1998, Йошкар-Ола) — марийский советский писатель, переводчик, журналист, общественный деятель. Председатель Союза писателей Марийской АССР (1973—1983). Народный писатель Марийской АССР (1978), лауреат Государственной премии Марийской АССР (1979). Участник Великой Отечественной войны и войны с Японией. Член ВКП(б).

## Биография
Родился 13 января 1918 года в д. Большое Чигашево (Кугусола) ныне Медведевского района Марий Эл в крестьянской семье. После окончания школы в деревне учился в Йошкар-Олинской школе II ступени, но уже в 1932 году после смерти отца преждевременно завершил обучение для работы в колхозе.
В 1933 году — педагогический рабфак, в 1935—1940 годах — студент Марийского учительского института. По окончании вуза стал инструктором, секретарём Марийского обкома ВЛКСМ.
С августа 1940 года в РККА. Участник Великой Отечественной войны: курсант военного училища, комиссар батареи, сотрудник дивизионной газеты, пропагандист политотдела дивизии. В 1945 году в составе стрелковой дивизии В. Столяров участвовал в освобождении Южного Сахалина и Курил от японских империалистов. Награждён боевыми наградами, в том числе медалью «За боевые заслуги» (1945) и орденом Отечественной войны II степени (1985). Принят в ряды ВКП(б). В 1946 году был демобилизован в звании старшего лейтенанта, после окончания войны вернулся в Йошкар-Олу.
После демобилизации в Йошкар-Оле: с 1946 по 1953 годы — директор Марийского книжного издательства, в 1953—1954 годах — начальник Марполиграфиздата при Совете Министров Марийской АССР.
С 1954 по 1961 годы — главный редактор журнала «Ончыко». Стоял у истоков создания Марийского отделения Союза журналистов СССР и с 12 августа 1957 года являлся членом Оргбюро Союза журналистов Марийской АССР.
7 октября 1958 года стал участником I конференции писателей Азии и Африки в Ташкенте. 7—13 декабря 1958 года в статусе делегата от Марийской республики принял участие в I учредительном съезде Союза писателей РСФСР.
В 1961—1964 годах — заведующий отделом редакции республиканской газеты «Марий коммуна».
С 1964 по 1967 годы — главный редактор Марийского телевидения.
С 1967 по 1973 годы — главный редактор сатирического журнала «Пачемыш» («Оса»).
1973—1983 годы — председатель правления марийского Союза писателей.

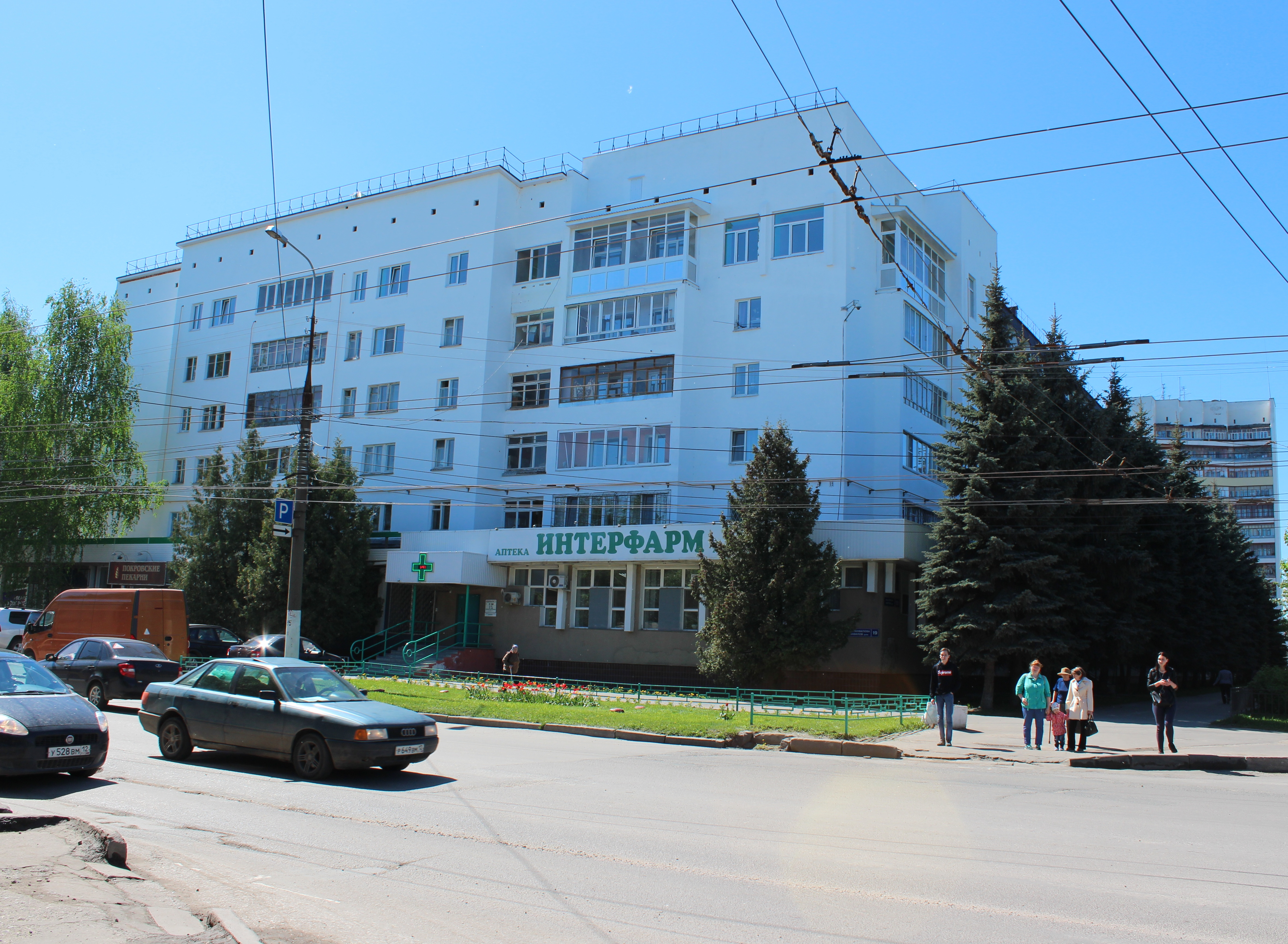
Дом в Йошкар-Оле (ул. Советская, 181), в котором жил народный писатель Марийской АССР Василий Юксерн

Умер 28 августа 1998 года в Йошкар-Оле. Похоронен на кладбище д. Сидорово Медведевского района Марий Эл.

## Литературная деятельность
Писать начал с конца 1930—х годов, перевёл на родной язык пьесы Н. Гоголя, А. Островского, А. Софронова, романа Н. Островского «Рождённые бурей».
После окончания Великой Отечественной войны В. Юксерн проявил себя как критик и литературовед. В 1960 году он в книге литературно-художественных статей «Литература — пульс жизни» анализировал творчество А. Конакова, С. Николаева и других марийских писателей.
В. Юксерн — автор военно-приключенческой повести «Атаманыч» (1949), впоследствии испытавшей множество переизданий и переводов на другие языки.
Перу В. Юксерна также принадлежат сборники рассказов и повестей «Перед рассветом», «Человек — крылатая песня», «Жили два друга» и других.
Ряд произведений В. Юксерн написал на документальной основе. Детским и юношеским годам учёного—агронома, первого академика из марийцев В. П. Мосолова посвящена повесть «Воды текут — берега остаются». Судьба городка—коммуны, созданного в 1921 голодном году в селе Мари-Билямор, описана в романе «Гусли». В романе «Царевококшайск» рассказывается об исторических событиях послереволюционных лет.
В. Юксерном изданы около 30 книг прозы и публицистики. Рассказы, повести, романы писателя изданы на горномарийском, русском, татарском, башкирском, чувашском и на финно—угорских языках. Последние годы жизни В. Юксерн посвятил работе над воспоминаниями о писателях, политических деятелях, представителях культуры и искусства.
Член Союза писателей СССР с 1950 года.

## Основные произведения
Основные произведения:

### На марийском языке
- Атаманыч: повесть. Йошкар-Ола, 1963. 208 с.
- Волгалтшаш лишан: ойлымаш—влак (Перед рассветом: рассказы). Йошкар-Ола, 1964. 64 с.
- Чоя рывыж: пьеса (Хитрая лиса). Йошкар-Ола, 1965. 72 с.
- Илыш йыжынган: повесть (Лабиринты жизни). Йошкар-Ола, 1967. 156 с.
- Онар: марий легенда—влак (Онар: мар. легенды). Йошкар-Ола, 1968. 28 с.
- Кӱрылтшӧ повесть: повесть ден ойлымаш—влак (Прерванная повесть: повести и рассказы). Йошкар-Ола, 1970. 192 с.
- Вӱдшо йога — серже кодеш: повесть (Воды текут — берега остаются). Йошкар-Ола, 1975. 320 с.
- Кӱсле: роман (Гусли). Йошкар-Ола, 1978. 224 с.
- Кас ӱжара: легенда, повесть, роман (Поздняя заря). Йошкар-Ола, 1983. 364 с.
- Ойпого: ойырен налме произведений-влак (Избранное). Йошкар-Ола, 1989. 496 с.
- Атаманыч: повесть. Йошкар-Ола, 1990. 200 с.
- Чарла: роман—хроника (Царевококшайск). Йошкар-Ола. 1992—1993. 1-ше кн.: Шем пыл шула (Тучи рассеиваются). 1992. 240 с.; 2—шо кн.: Кече лектеш (Восход солнца). 1993. 348 с.
- Нигӧ ок мондалт, нимо ок мондалт: шарнымаш, очерк, публицистика (Никто не забыт, ничто не забыто: воспоминания, очерк, публицистика). Йошкар-Ола, 1994. 368 с.

### В переводе на русский язык
- О злом Канае и бледной луне: мар. легенда. Йошкар-Ола, 1949. 8 с.
- Онар: мар. легенды. Йошкар-Ола, 1949, 8 с.; 1968. 24 с.
- Чоткар: мар. легенды. Йошкар-Ола, 1949. 32 с.; 1974, 32 с.
- Атаманыч: повесть / пер. М. Шамбадала. Йошкар-Ола, 1953. 224 с.; Йошкар-Ола, 1954. 228 с.; / пер. В. Муравьёва. М., 1966. 168 с.; Йошкар-Ола, 1969. 140 с.; Йошкар-Ола, 1976. 144 с.
- Перед рассветом: рассказы / пер. В. Муравьёва. Йошкар-Ола, 1966. 80 с.
- Крылатая песня: легенда и рассказы / пер. В. Муравьёва. М., 1968. 48 с.
- Прерванная повесть: рассказы и повесть / пер. В. Муравьёва, Н. Попова и авт. Йошкар-Ола, 1972. 248 с.
- Воды текут, берега остаются: повесть и роман / пер. В. Муравьёва. М., 1979. 212 с.; М., 1983. 334 с.
- Гусли: роман / пер. В. Муравьёва. М., 1980. 240 с.
- Лис и хозяин леса: поэма-сказка / пер. И. Законова. Йошкар-Ола, 1981, 48 с.
- Поздняя заря: роман, рассказы / пер. авт. В. Муравьёва, А. Спиридонова. Йошкар-Ола, 1987. 240 с.

## Общественно-политическая деятельность
- Член Йошкар-Олинского горкома и Марийского обкома КПСС.
- Депутат Верховного Совета Марийской АССР (1975—1980), член Президиума Верховного Совета Марийской АССР (1980—1985).
- Член Советского комитета организации солидарности стран Азии и Африки.

## Звания, награды, премии
- Народный писатель Марийской АССР (1978)
- Почётный гражданин Йошкар-Олы (1996)[3]
- Орден «Знак Почёта» (1971)
- Орден Дружбы народов (1978)
- Орден Отечественной войны II степени (1985)
- Медаль «За боевые заслуги» (02.09.1945)[6]
- Медаль «Тридцать лет Победы в Великой Отечественной войне 1941—1945 гг.»
- Медаль «За трудовую доблесть» (1951)[7].
- Медаль «За доблестный труд. В ознаменование 100-летия со дня рождения Владимира Ильича Ленина»
- Медаль «Ветеран труда»
- Нагрудный знак «Лауреат премии Совета Министров МАССР»
- Государственная премия Марийской АССР (1979)
- Почётная грамота Президиума Верховного Совета Марийской АССР (1968)